# Ise (Aller)
Die Ise ist ein 49,7 km langer, kanalartig ausgebauter Fluss im östlichen Niedersachsen, an dessen Revitalisierung seit 1987 gearbeitet wird. Er durchquert den Landkreis Gifhorn von Nord nach Süd und mündet in Gifhorn in die Aller.

## Name
Erstmals wird die Ise im Jahr 786 (in ortum Hisne) urkundlich erwähnt. Der Name leitet sich vom germanischen *īsa- 'Eis' mit dem Suffix -und- ab.

## Verlauf
Die Quelle der Ise liegt auf einer Höhe von 74 m ü. NHN, zwischen Neuekrug und Lüben, die Mündung auf 51 m in Gifhorn. Der Fluss ist 49,7 km lang, und das Gefälle ist mit 0,05 % sehr schwach. Das Isewasser fließt über Aller und Weser in die Nordsee. In der Regel durchquert der Fluss weite, flache Wiesengelände fernab von Ortschaften in einem ohnehin dünn besiedelten Gebiet. In der Talmulde der Ise hat sich das Große Moor gebildet.
Im gesamten Lauf des Flusses ist seine Talaue durch landwirtschaftliche Nutzung (im Ober- und Unterlauf vorwiegend Ackerbau) stark geprägt.
Die Ise bildet sich westlich von Neuekrug in Sachsen-Anhalt, direkt an der ehemaligen innerdeutschen Grenze zu Niedersachsen, durch den Zusammenfluss von mehreren kleinen Gewässern. Im Grenzbereich zu Niedersachsen fällt die Ise im Sommer oft trocken. Nach dem Zufluss des Grabens Rade ist die Wasserführung beständiger.
Die Ise fließt danach in der Nähe der Orte Stöcken, Wollerstorf, Wentorf, Hankensbüttel, Alt Isenhagen, Wunderbüttel, Schönewörde, Wahrenholz, Wagenhoff, Neudorf-Platendorf, Kästorf, Gamsen nach Gifhorn.
Bei Neudorf-Platendorf, 13,4 km vor der Mündung, hat die Ise ihren einzigen Pegel.
Kurz vor der Flussmündung in Gifhorn speist die Ise den Mühlensee des Internationalen Mühlenmuseums Gifhorn und den Schlosssee des Schlosses Gifhorn. In der Innenstadt Gifhorns mündet sie in die Aller, nachdem sie kurz zuvor für die Cardenapmühle aufgestaut wurde, welche sich seit dem 16. Jahrhundert an dieser Stelle befindet. Davor befand sich die Mühle dichter beim Zentrum Gifhorns und wurde als Wassermühle mindestens seit dem 27. Januar 1213 betrieben (damals erwähnt in einer Schenkungsurkunde Ottos IV.). Bis zu ihrer Stilllegung im Jahr 2004 galt sie als eine der ältesten noch bewirtschafteten Mühlen Europas. Gifhorn wird in älteren Lexika als alte Sumpfburg an Aller und Ise charakterisiert.

## Einzugsgebiet
Die Ise hat ein Einzugsgebiet von 421 km². Dieses wird in Nord-Süd-Richtung durch den Elbe-Seitenkanal durchschnitten, der hier auf 65 m Höhe über NN verläuft. Die natürlichen Gewässer unterqueren den Kanal in Dükern.
Von rechts bzw. Westen fließen der Ise nacheinander Gose, Emmer Bach, Bruno (mit Oerrelbach) und Beberbach zu, von links sind es Fulau, Isebeck, Knesebach, Kiekenbruchrönne, Momerbach, Riet, Fischergraben, Flotte und Sauerbach.
Östlich des nördlicheren Isegebiets beginnt das Einzugsgebiet der mittleren Elbe; der Grenzgraben Weddekath verbindet, entlang der Landesgrenze Niedersachsens zu Sachsen-Anhalt, die obere Ise mit der oberen Ohre, welche nach Südosten zur Elbe entwässert.

## Gewässergüte
Der niedersächsische Gewässergütebericht von 2004 bewertet die chemische Gewässerbelastung der Ise unterschiedlich. Die Werte lagen bei organischer Belastung, Nitrat-, Ammonium und Phosphatbelastung zwischen gering belastet bis kritisch belastet. Am Ausflugslokal Jägerhof an der B 188 bei Gifhorn befindet sich seit 1967 eine Gütemesstelle, wo die Wasserqualität untersucht wird. In diesem Bereich wächst die in Niedersachsen vom Aussterben bedrohte Wasserpflanzenart Langblättriges Laichkraut recht üppig.

## Wasserbau, Freizeitnutzung und Naturschutz
Die Ise wurde früher durch den Wasser- und Bodenverband „Iseverband“ in Wahrenholz wasserbaulich unterhalten. Später übernahm dies der Aller-Ohre-Verband in Gifhorn, dem sich der fortbestehende Unterhaltungsverband Ise als Mitglied anschloss. Am 1. Januar 2023 wurde der Aller-Ohre-Verband mit den Unterhaltungsverbänden Oberaller, Ohre und Ise zum Aller-Ohre-Ise-Verband zusammengelegt. Dieser ist nunmehr unmittelbar für die Gewässerunterhaltung der Ise zuständig.
Auf dem Fluss findet kein Schiffsverkehr statt, er eignet sich aber gut für Kanutouren. Einen Bootsverleih gibt es bei Gifhorn. Daneben bestehen rund um die Ise touristische Radwege mit verschiedenen Themenschwerpunkten.
Seit etwa den 1970er Jahren sind die Ise und ihr Umfeld als wertvoller Naturraum entdeckt worden, so dass der Naturschutz inzwischen einen Schwerpunkt bildet. Dies führte dazu, dass das Land Niedersachsen im Jahr 2005 die Ise von der Einmündung des Gosebachs bis zum Mühlensee in Gifhorn als FFH-Gebiet vorgeschlagen hat. Der Vorschlag beinhaltet auch Teile der Nebenbäche Gosebach, Emmer Bach, Bruno/Oerrelbach und Beberbach. 2007 wurde das Flusssystem von der EU als FFH-Gebiet anerkannt und in das Europäische Schutzgebietsnetz Natura 2000 aufgenommen. Das Gebiet ist seit dem 30. Juni 2018 als Naturschutzgebiet „Ise mit Nebenbächen“ gesichert.
Über den Gosebach ist die Ise mit dem EU-Vogelschutzgebiet „Schweimker Moor“ und über Bruno/Oerrelbach mit dem FFH-Gebiet „Rössenbergheide-Külsenmoor, Heiliger Hain“ vernetzt.
In Gifhorn fehlt wegen der Stauanlage an der Cardenapmühle die Durchgängigkeit des Gewässersystems. Das Bauwerk verhindert die Aufwärtsbewegung von Gewässerorganismen aus der Aller (FFH-Gebiet „Aller (mit Barnbruch), untere Leine, untere Oker“).
Zielarten des Anhangs II der FFH-Richtlinie sind im Isegebiet Steinbeißer (Cobitis taenia), Bachneunauge (Lampetra planeri), Bitterling (Rhodeus amarus), Fischotter (Lutra lutra) und Grüne Flussjungfer (Ophiogomphus cecilia).

## Fischotteransiedlung

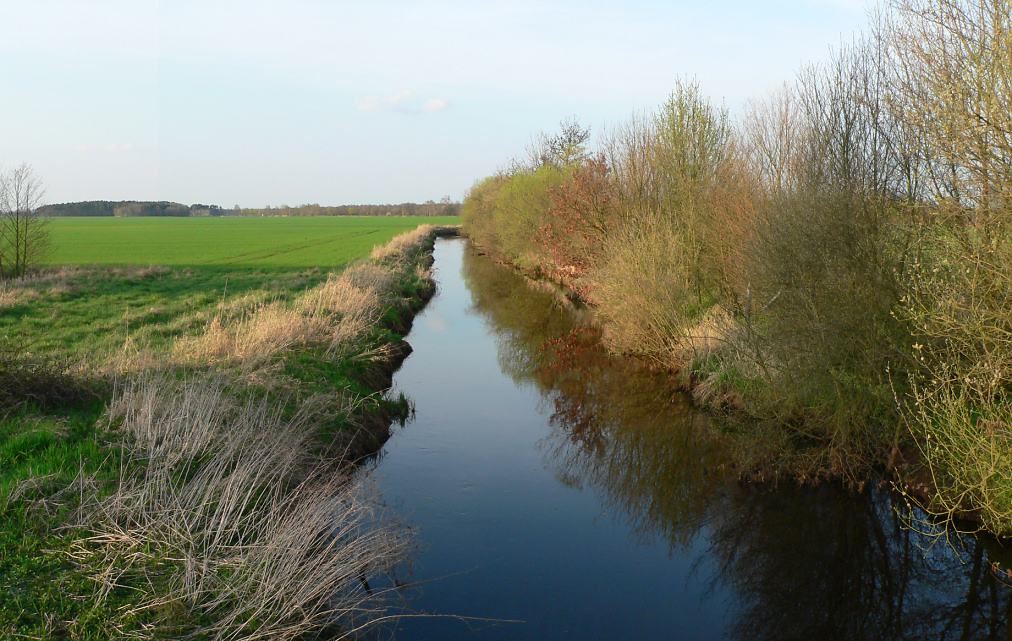
Ise bei Neudorf-Platendorf

Der Emmer Bach, der in die Ise mündet, fließt durch Hankensbüttel, wo sich das Otter-Zentrum befindet. Das Otter-Zentrum ist zu einem stark frequentierten touristischen Ziel mit etwa 100.000 Besuchern jährlich geworden. Dort wird seit 1987 an der Revitalisierung der Ise gearbeitet. Im Rahmen eines Erprobungs- und Entwicklungsvorhabens (E+E-Vorhaben) wurden umfangreiche Maßnahmen in der Niederung umgesetzt. Ziel war die möglichst eigendynamische Entwicklung des Gewässers. Leittierart für das Projekt war der Fischotter. Seit 1987 wurden von der Aktion Fischotterschutz rund 500 ha landwirtschaftliche Flächen am Fluss aufgekauft, wovon ein großer Teil in Grünland umgewandelt wurde. Auch entstanden auf 46 km Uferrandstreifen, die frei von Nutzung waren, und es wurden Erlen angepflanzt. Im Rahmen einer langjährigen wissenschaftlichen Begleitung wurde die Entwicklung dokumentiert und ausgewertet.

## Rezeption des Flussnamens
Der frühere Kreis Isenhagen, inzwischen ein Teil des Kreises Gifhorn, trug in seiner Bezeichnung den Flussnamen. Die dortige Zeitung heißt weiterhin „Isenhagener Kreisblatt“. Vermittelt wurde dieser Name über den Ortsnamen Isenhagen: in der Nähe des Flusses liegt das alte Kloster Isenhagen. Es wurde bis zur Reformation als Kloster genutzt und ist seitdem bis auf den heutigen Tag evangelisches Damenstift.

## Ehemalige Flößerei

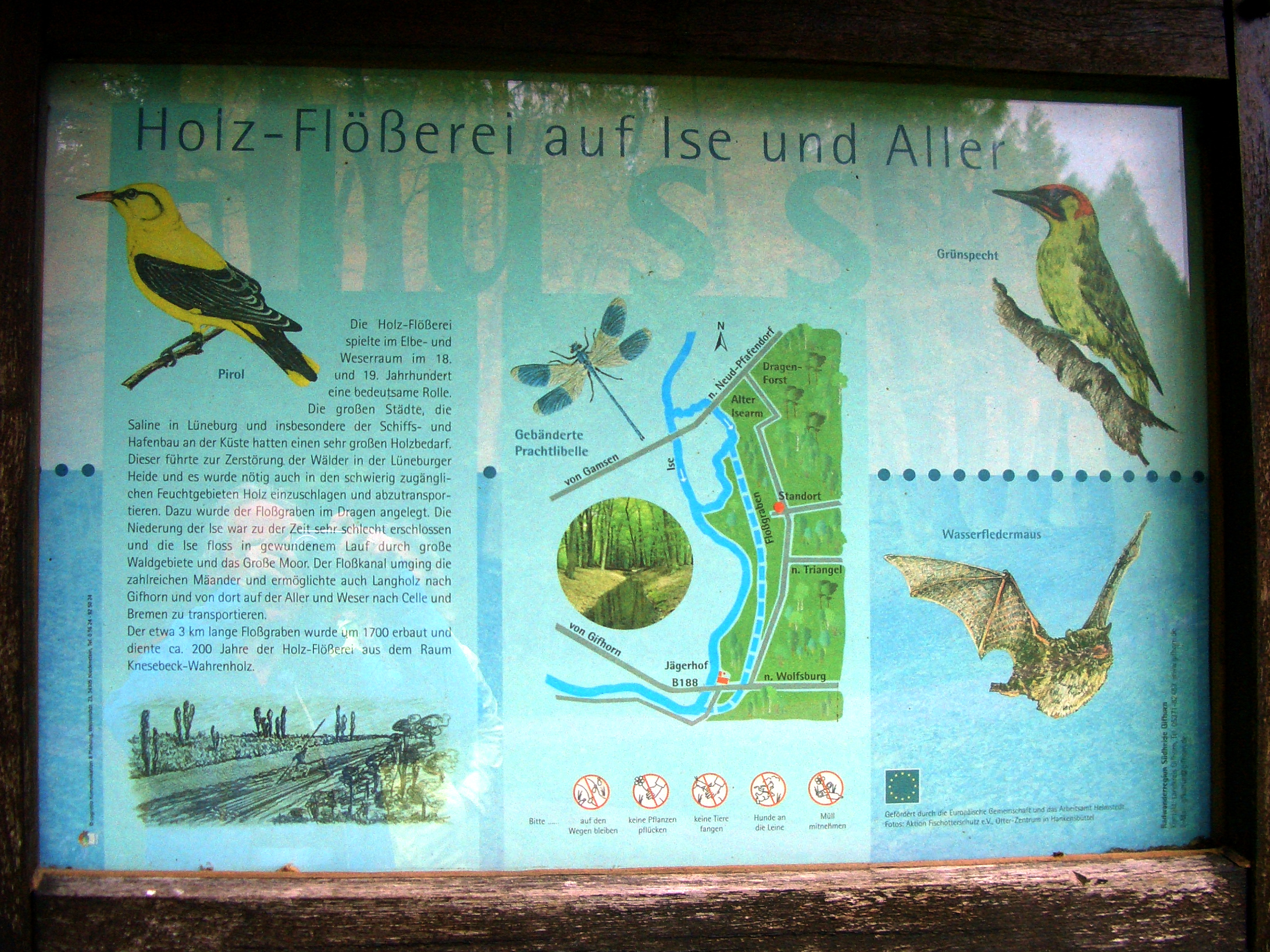
Informationstafel im Waldgebiet Dragen zum Thema Flößerei auf der Ise

1571 wurde dem Celler Herzog Wilhelm dem Jüngeren der Plan unterbreitet, auf der Ise Flößerei
zu betreiben. Sie sollte dem Transport von Holz aus herrschaftlichen Wäldern
in die Residenzstadt Celle dienen, wo es als Brennholz zum Beheizen des Celler Schlosses und anderer fürstlicher Gebäude benötigt wurde. An der Ise lagen nördlich von Gifhorn mehrere herrschaftliche Waldgebiete, die dem Holzeinschlag dienten. Das Vorhaben wurde aus unbekannten Gründen nicht umgesetzt. 1617 wurde erneut aus den Ämtern Knesebeck und Gifhorn dem Celler Herzog, diesmal Christian dem Älteren, der Floßtransport von Holz nach Celle vorgeschlagen. Damaligen Schätzungen zufolge war der Abtransport mit dem Pferdewagen etwa 10-mal so aufwendig wie der Wasserweg. Die Umsetzung scheiterte am 1618 einsetzenden Dreißigjährigen Krieg. Erst der Celler Herzog Christian Ludwig führte die Flößerei ein. Dazu rief er 1659 einen Oberförster aus Harzburg und einen Markscheider aus Clausthal zu Rate. Im Harz gab es lange Erfahrungen mit der Flößerei, wo Holz zum Betrieb von Hüttenwerken nötig war. Nach den Empfehlungen der Berater wurde der Fluss noch 1659 durch mehrere hundert dienstverpflichtete Bauern von Totholz, Steinen, Büschen und Sedimenten geräumt. Es kam zu umfangreichen Erdarbeiten, um die vielen Flussschlingen zu beseitigen und den Flussverlauf zu verkürzen. Bei den Durchstichen mit Kanälen entstanden in der Iseniederung Altarme. Auch wurden hölzerne Schleusen mit Floßgassen bei Wahrenholz und Gifhorn eingerichtet. Eine erste Probeflößung erfolgte noch 1659, offiziell begann die Flößerei auf der Ise 1661. Dabei wurden 4.400 Raummeter Brennholz nach Gifhorn und von dort über die Aller nach Celle gebracht. Anfangs wurden dafür rund 100 Mann eingesetzt. Sie brachten an kritischen Stellen, wie Schleusen, Biegungen, Brücken und Altarmen, stecken gebliebenes Holz wieder in Bewegung. Später wurden weniger Arbeitskräfte eingesetzt. Bis Celle dauerte die Flößung bei guten Bedingungen 10 Tage, ansonsten bis zu 3 Wochen.
An der Ise gab es 10 Bindestellen, an denen das Holz zu Flößen zusammengebunden wurde. Die Flöße waren etwa 2,5 m breit und rund 20 m lang. Die Besatzung bestand aus 2–3 Flößern. Holzverluste traten durch das Versinken und auch durch Holzdiebstahl auf. In Gifhorn, wo die Ise in die Aller mündet, ging das Holz weiter nach Celle. In Celle wurde es an einem Nadelwehr an Land geholt. Nach dem Tod von Herzog Georg Wilhelm 1705 ging die Holzflößerei auf Ise und Aller nach Celle zurück. Durch die Verlegung der Hofhaltung nach Hannover erlosch der barocke Glanz der Residenzstadt Celle. Danach übernahmen Floßhändler das Geschäft. Um 1880 kam die Ise-Flößerei zum Erliegen. Ursache waren der Ausbau von Wegen und Straßen sowie die Errichtung von Sägewerken in Waldnähe.